# Терехово (Калужская область)
Те́рехово — деревня в Износковском районе Калужской области Российской Федерации. Входит в состав сельского поселения «Село Шанский Завод».

## Название
Ойконим происходит от календарного имени Терентий латинского происхождения, «Терех» — народная форма этого имени

## География
Находится в пределах Смоленско-Московской возвышенности Русской равнины, на правом берегу реки Шаня, при автодороге регионального значения 29Н-192, в ~ 96 километрах от областного центра — города Калуги, и в ~ 32 км от районного центра — села Износки.
Ближайшие населённые пункты: деревня Павлищево (3,7 км), деревня Михали (7,5 км). Находится в северо-западной части Калужской области, на границе со Смоленской и Московской областями.

## История

### XIV—XV век
В средние века на реке Шаня упоминается Тереховская волость, центром которой могло быть село Терехово. В духовной грамоте князя Серпуховского и Боровского, Владимира Андреевича Храброго от 1401(02) года сказано:
... А жене своей, княгине Елене дал Лужа..  А слободы  и  волости Лужески княгине моей… Терехова…История России с древнейших времен. Том 4. От Княжения Василия Дмитриевича Донского до кончины великого князя Василия Васильевича Темного. 1389-1462 гг.
По этой грамоте жена Владимира Храброго, княгиня Елена Ольгердовна, получала в опричнину Лужский(Малоярославецкий) удел Серпуховско-Боровского княжества и его волости, включая Тереховскую.

### XVIII век
1762 год: Деревня Терехово в составе бывшей дворцовой Кузовской волости Можайского уезда становится собственностью графа Александра Ивановича Шувалова.
1782—1784 год: Деревней Терехово владеет вдова графа Шувалова, Екатерина Ивановна Шувалова (урождённая Костюрина). Деревня стоит на обеих сторонах реки Дубенка (сейчас на картах не именуется), при прудах и на правой стороне реки Шаня.

### XX век
Великая Отечественная война
сокращения: А — армия, ап — артиллерийский полк, сд — стрелковая дивизия, сп — стрелковый полк

#### 1942 год
7 февраля 1287, 1291 и 1289 сп 110 сд готовятся к одновременной атаке на Терехово.
8 февраля в 20:00 части 110 сд атаковали Терехово с севера(1291 сп) и юга(1289 сп). Противник оказал упорное сопротивление, ведя сильный автоматный и пулемётный огонь от Терехова, миномётные огонь из района деревни Водицкое, артиллерийский огонь с северной окраины Азарово. С наступлением темноты, немцы подожгли деревни Некрасово и Эсовцы. Несмотря на сопротивление, после трёхчасового боя, в 23:00 Терехово было освобождено. Таким образом, части 110 сд овладели районом Эсовцы — Юрамово — Некрасово —Терехово. В Терехово перемещается штаб дивизии.
14 февраля: Противник начинает контратаковать с запада. По штабу дивизии в Терехово ведётся методичный миномётный и артиллерийский огонь, в районе деревни появляются отдельные автоматчики противника. Ранен начальник штаба 1290 сп, Кириченко.
3 марта: В районе Терехово наблюдается регулярная ежедневная работа неустановленной финской радиостанции
4 марта: Штаб дивизии перемещается из Терехово в освобождённое Игумново.

## Известные уроженцы
- Соломонов, Касьян Иванович (1900—1966) — советский архитектор-констурктивист

## Инфраструктура
Личное подсобное хозяйство с зоной сельскохозяйственного использования, индивидуальная застройка усадебного типа.

## Транспорт
Остановка общественного транспорта «Терехово».